# Прапор Республіки Ріо-Гранде
Прапор Республіки Ріо-Гранде використовувався в 1840 році протягом 283 днів з 17 січня по 6 листопада, весь час існування республіки. Ця країна була утворена північно-східними мексиканськими штатами Коауїла, Нуево-Леон і Тамауліпас . Прапор більше не використовувався після поразки Республіки Ріо-Гранде мексиканськими військами.
На прапорі Республіки Ріо-Гранде зображено червоний підйомник із трьома білими зірками, розташованими рівномірно вздовж підйомника. Три зірки символізують три штати, які відокремилися: Коауїла, Нуево-Леон і Тамауліпас. Полотнище розділене на білу верхню смугу та чорну нижню . Він був розроблений, щоб бути схожим на прапор Техасу, оскільки Республіка Ріо-Гранде боролася за ті самі ідеали, що й Республіка Техас .
Місто Ларедо, штат Техас, використовує цей прапор як свій міський прапор, а також включає його та шість прапорів над рештою Техасу на своєму міському гербі. Ларедо служив столицею короткочасної республіки і в наші дні відомий як «Місто під сімома прапорами».